# Kinvara

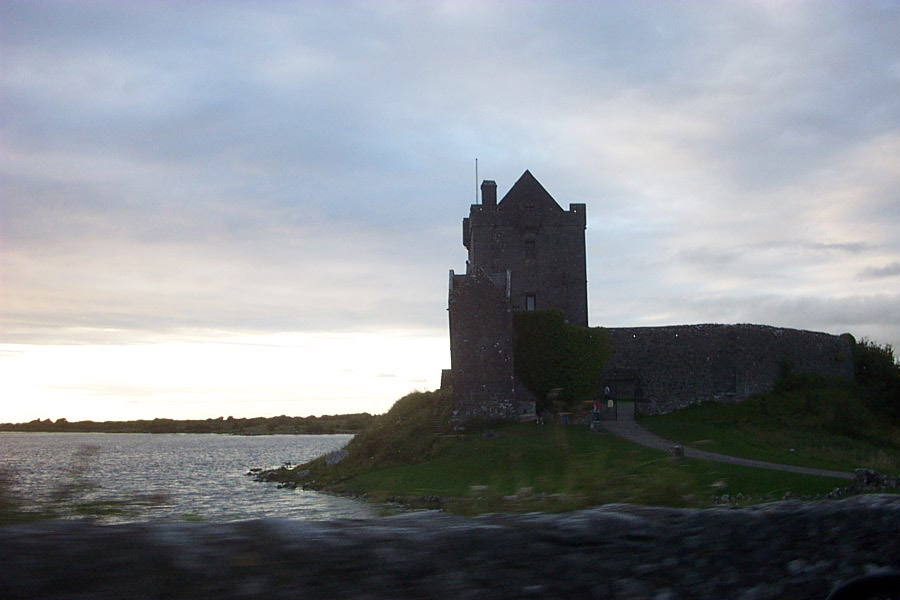
Zamek Dún Guaire w Kinvara

Kinvara (rzadziej Kinvarra, irl. Cinn Mhara) – port i wioska rybacka w hrabstwie Galway na zachodnim wybrzeżu Irlandii. W niedalekiej okolicy znajduje się XV-wieczny zamek Dunguaire Castle, liczne dolmeny oraz ruiny opactwa.

## Flora i fauna
Wiosną kwitną tam różne gatunki storczykowatych, goryczki, róże górskie i stokrotki. Na klifach można spotkać maskonury, alki i inne ptaki morskie.